# Conyza bonariensis
Conyza bonariensis é uma espécie de planta alimentícia não convencional do gênero Conyza, pertencente a família Asteraceae. Com freqüência, elas infestam pomares, vinhedos e outras culturas, como milho, soja e algodão e, também, culturas forrageiras, pastagens e áreas não-cultivadas. É conhecida pelo nome vulgar avoadinha-peluda.
É nativa da América do Sul e ocorre de forma abundante na Argentina, no Uruguai, no Paraguai e no Brasil. Neste, sua presença é mais intensa nas regiões Sul, Sudeste e Centro-Oeste. Ela também está presente na Colômbia e na Venezuela, onde infesta lavouras de café.
Atualmente tem apresentado problemas em seu controle quimico pelo fato de ocorrência de biótipos resistentes a herbicidas, principalmente ao glifosfato. Métodos alternativos de controle vem sendo pesquisados em diversos locais do Brasil e do mundo. Sabe-se que para evitar tal problema o mais aconselhável é a rotação no uso de herbicidas ou ainda a mistura de produtos, misturando assim principios ativos e assegurando-se do controle.

Exemplar de Conyza bonariensis em desenvolvimento em monocultura de trigo